# Ditylus lienharti
Espèce
Ditylus lienharti est une espèce fossile d'insectes coléoptères de la sous-famille des Oedemerinae, les « faux coléoptères », dans la famille des Oedemeridae.

## Classification
L'espèce Ditylus lienharti est décrite par Théobald en 1937,. L'holotype R718, qui est un élytre, de l'ère Cénozoïque, et de l'époque Oligocène  et de l'âge Rupélien (33,9 à 28,1 Ma), vient de la collection Mieg, collection conservée au Musée d'histoire naturelle de Bâle. Ce spécimen provient du gisement de Kleinkembs (ou Kleinkems) oligocène, dans le Bade-Wurtemberg, sur la rive droite du Rhin.

### Étymologie
L'épithète spécifique lienharti est dédiée à M. Lienhart, chef des travaux à l'Institut de Zoologie de Nancy.

### Citation
L'espèce Ditylus lienharti est citée par Joel Kenneth Haalan dans son catalogue de 2016.

## Description

### Caractères
Diagnose de Nicolas Théobald en 1937, : 

« Un élytre de teinte jaune brunâtre ; forme allongée, cinq fois plus long que large ; bords sutural et marginal droits et parallèles ; sommet obtus ; surface peu bombée, finement chagrinée par des pointes mousses assez serrées ; quatre arêtes à peine saillantes entourées chacune de deux lignes peu enfoncées ; la largeur de la bande qui sépare deux lignes bordant la même arête est un peu plus large pour la bande marginale. Le long du bord sutural il y a en plus une ligne isolée analogue à celles des quatre paires qu'on vient de citer ; scutellum petit et triangulaire ; épaules effacées. ».

### Dimensions
La longueur est de 11,2 mm et la largeur de 5,2 mm.

### Affinités
« La détermination de cet élytre a présenté de grandes difficultés. Plusieurs groupes de Coléoptères ont des élytres chagrinées ornés d'arêtes. La disposition des arêtes par paires condense les recherches autour des Melolonthidae, Oedemeridae, Cucujidae. Dans les Melolonthidae les élytres sont plus larges. Dans les Cucujidae, on n'observe en général que trois arêtes. Les Oedemeridae ont quatre arêtes sur les élytres qui sont de consistance molle et de forma allongée. Le g. Ditylus présente une ornementation tout à fait semblable : Ditylus laevis Fabr., vit en Europe centrale, il a une longueur de 14-17 mm. Il se distingue de D. lienharti par la forme des élytres, un peu élargis vers l'arrière. Des élytres de même forme cylindrique que dans D. lienhartis'observe par exemple dans le g. Chrysanthia Schmidt, mais dans ce dernier les arêtes ne sont pas ponctuées.
Aussi préférons-nous rapporter notre échantillon au g. Ditylus Fischer. ».

## Biologie
« Les larves et les adultes vivent au voisinage des cours d'eau. ».

## Galerie
- Quelques espèces vivantes du genre Ditylus.
- Ditylus gracilis.
- Ditylus laevis.
- Ditylus quadricollis

### Publication originale
- [1937] Nicolas Théobald, « Les insectes fossiles des terrains oligocènes de France 473 p., 17 fig., 7 cartes,13 tables, 29 planches hors texte », Bulletin Mensuel de la Société des Sciences de Nancy et Mémoires de la Société des sciences de Nancy, Imprimerie G. Thomas,‎ 1937, p. 1-473 (ISSN 1155-1119 et 2263-6439, OCLC 786027547). .